# Sin Mirar Atrás Tour
Sin Mirar Atrás Tour é o terceiro álbum ao vivo do cantor e compositor espanhol David Bisbal. Foi lançado no dia 30 de novembro de 2010 pelo selo Universal Music Espanha em parceria com a Vale Music, sendo este o último álbum a ser lançado pela gravadora espanhola, em 2010. O álbum foi lançado apenas na Espanha.

## O álbum
Com grande sucesso de seu álbum Sin Mirar Atrás, o cantor resolveu lançar na Espanha sua turnê no país do álbum. Recebeu certificação de platina no país, e foi lançado em DVD duplo, e CD+DVD. No álbum, o cantor faz uma parceria com a cantora Miley Cyrus.

## Faixas
Disco 1
| Edição padrão |                                    |                |         |  |
| N.º           | Título                             | Compositor(es) | Duração |  |
| 1.            | "Esclavo de Sus Besos"             |                | 3:57    |  |
| 2.            | "Dame Tu Amor"                     |                | 3:01    |  |
| 3.            | "Si Falta El Airé"                 |                | 3:14    |  |
| 4.            | "Sin Mirar Atrás"                  |                | 3:31    |  |
| 5.            | "Besos de Tu Boca"                 |                | 3:27    |  |
| 6.            | "Sueños Rotos"                     |                | 3:59    |  |
| 7.            | "Al Andalus"                       |                | 3:58    |  |
| 8.            | "Cuando Hacemos el Amor"           |                | 4:56    |  |
| 9.            | "El Ruido"                         |                | 3:58    |  |
| 10.           | "24 Horas"                         |                | 3:40    |  |
| 11.           | "Antes o Después"                  |                | 3:51    |  |
| 12.           | "Mi Princesa"                      |                | 3:22    |  |
| 13.           | "Sufrirás" (feat. Pixie Lott)      |                | 3:26    |  |
| 14.           | "Te Miro a Ti" (feat. Miley Cyrus) |                | 4:00    |  |
| 15.           | "Soñar (My Life)"                  |                | 4:03    |  |
| 16.           | "Mi Princesa"                      |                | 3:12    |  |
| 17.           | "24 Horas (Versíon Balada)"        |                | 3:31    |  |
| 18.           | "Mi Suerte"                        |                | 3:4     |  |
| 19.           | "Muero Por Vivír"                  |                | 3:48    |  |
| 20.           | "Latin Love"                       |                | 4:24    |  |
| 21.           | "Si Miro Al Cielo"                 |                | 3:47    |  |

Disco 2
| Edição padrão |                           |                |         |  |
| N.º           | Título                    | Compositor(es) | Duração |  |
| 1.            | "Intro Sin Mirar Atrás"   |                | 1:13    |  |
| 2.            | "Sin Mirar Atrás"         |                | 3:38    |  |
| 3.            | "Esclavo de Sus Besos"    |                | 3:55    |  |
| 4.            | "Al Andalus"              |                | 4:08    |  |
| 5.            | "Esta Ausencia"           |                | 5:13    |  |
| 6.            | "Cuando Hacemos (Medley)" |                | 4:31    |  |
| 7.            | "24 Horas"                |                | 3:47    |  |
| 8.            | "Mi Princesa"             |                | 4:54    |  |
| 9.            | "El Ruido"                |                | 4:06    |  |
| 10.           | "Antes o Después"         |                | 3:52    |  |
| 11.           | "Besos de Tu Boca"        |                | 3:31    |  |
| 12.           | "Sufrirás"                |                | 3:30    |  |
| 13.           | "Dígale"                  |                | 8:11    |  |
| 14.           | "Almería"                 |                | 5:07    |  |
| 15.           | "Ave María"               |                | 4:41    |  |